# Дюпаскье, Джейсон
Джейсон Дюпаскье (фр. Jason Dupasquier; 7 сентября 2001, Бюль, Фрибур — 30 мая 2021, Флоренция) — швейцарский мотогонщик, участник чемпионата мира по шоссейно-кольцевым мотогонкам в классе Moto3.

## Карьера
Родился в семье мотокроссмена Филиппа Дюпаскье. Гоночную карьеру начал в 2011 году, неоднократно становился победителем национального чемпионата в классе Супермото и перешёл в шоссейно-кольцевые мотогонки в 2016 году. Дебют в Кубке новичков Red Bull, который был запланирован в 2018 году, пришлось отложить на год из-за травмы бедра. В первый же сезон выступления в кубке Дюпаскье подписал двухлетний контракт с командой Moto3 и в 2020 году перешёл в этот класс. Выступая во втором своём сезоне, Дюпаскье смог войти в десятку сильнейших.

## Смерть
29 мая 2021 года Джейсон Дюпаскье попал в аварию вместе с Аюму Сасаки и Джереми Алькобой незадолго до завершения квалификационной сессии Мото Гран-при Италии на трассе Муджелло.
Дюпаскье упал между девятым и десятым поворотами и был сбит мотоциклом Сасаки. Квалификационная сессия была немедленно остановлена. На место аварии сразу же прибыли медицинские бригады, которые доставили Дюпаскье в медицинский центр трассы и более 30 мин пытались стабилизировать его состояние, прежде чем смогли погрузить в вертолёт для отправки в больницу.
В Университетском госпитале Кареджи во Флоренции Дюпаскье были проведены операции на органах грудной клетки и головном мозгу. Он умер 30 мая в окружении родных и близких друзей после того, как была зафиксирована смерть мозга и отключены системы жизнеобеспечения. Ряд команд и гонщиков, в том числе команда Дюпаскье Prüstel GP, отказались от участия в гонке. Смерть Дюпаскье стала первой в мотогонках гран-при после гибели в 2016 году Луиса Салома на трассе Барселона-Каталунья во время второй свободной практики в классе Moto2 на Мото Гран-при Каталонии.
Перед стартом гонки была объявлена минута молчания в его память. Фабио Куартараро, одержав победу в гонке, во время круга возвращения остановился в 9-м повороте и указал на небо, а затем вышел на подиум со швейцарским флагом.
18 июня 2021 года номер 50 был выведен из обращения в Moto3.
После смертей в 2021 году подростков 14, 15 лет и Джейсона Дюпаскье в 19 лет были внесены изменения в спортивный регламент: с 2023 года был увеличен минимальный возраст для участия в крупных соревнованиях с 16 до 18 лет, а в прочих гоночных сериях было уменьшено количество мест на стартовой решётке и введены другие ограничения.

## Статистика выступлений

### По сезонам
| Сезон | Класс | Производитель | Команда             | Номер | Гонок | Побед | Подиумов | Поулов | Быстрых кругов | Очков | Место |
| ----- | ----- | ------------- | ------------------- | ----- | ----- | ----- | -------- | ------ | -------------- | ----- | ----- |
| 2020  | Moto3 | KTM           | CarXpert Prüstel GP | 50    | 15    | 0     | 0        | 0      | 0              | 0     | 28-й  |
| 2021  | Moto3 | KTM           | CarXpert Prüstel GP | 50    | 5     | 0     | 0        | 0      | 0              | 27    | 24-й  |
| Всего |       |               |                     |       | 20    | 0     | 0        | 0      | 0              | 27    |       |

### Результаты гонок
| Легенда к таблице |                                                 |
| --- | ----------------------------------------------- |
| В таблице перечислены результаты всех Гран-при чемпионата мира, во всех классах, в которых принимал участие гонщик. Строками таблицы являются сезоны, столбцами все гонки Гран-при чемпионата мира, производитель мотоциклов и команда. В клетках указаны сокращённое название Гран-при и результат, клетка дополнительно обозначена цветом. Расшифровка обозначений и цветов представлена в нижеследующей таблице. |                                                 |
| \| Пример \| Описание \| \| ------------ \| ----------------------------------------------- \| \| 1 \| Победитель \| \| 2 \| Второе место \| \| 3 \| Третье место \| \| \| Финишировал в очковой зоне \| \| \| Финишировал вне очковой зоны \| \| НКЛ \| Не классифицирован \| \| Сход \| Не финишировал \| \| НКВ \| Не прошёл квалификацию \| \| НПКВ \| Не прошёл предварительную квалификацию \| \| ДСК \| Дисквалифицирован \| \| ИСК \| Исключён из протокола соревнований \| \| НС \| Не стартовал в гонке \| \| Т \| Травмирован или болен \| \| ОТК \| Отказ от участия \| \| НТР \| Прибыл на соревнования, но на трассу не выезжал \| \| НПР \| Не прибыл к началу соревнований \| \| НД \| Недопущен до старта \| \| О \| Гонка отменена \| \| \| Не участвовал \| \| Поул-позиция \| \| \| Быстрый круг \| \| |                                                 |
| Пример | Описание                                        |
| 1 | Победитель                                      |
| 2 | Второе место                                    |
| 3 | Третье место                                    |
| | Финишировал в очковой зоне                      |
| | Финишировал вне очковой зоны                    |
| НКЛ | Не классифицирован                              |
| Сход | Не финишировал                                  |
| НКВ | Не прошёл квалификацию                          |
| НПКВ | Не прошёл предварительную квалификацию          |
| ДСК | Дисквалифицирован                               |
| ИСК | Исключён из протокола соревнований              |
| НС | Не стартовал в гонке                            |
| Т | Травмирован или болен                           |
| ОТК | Отказ от участия                                |
| НТР | Прибыл на соревнования, но на трассу не выезжал |
| НПР | Не прибыл к началу соревнований                 |
| НД | Недопущен до старта                             |
| О | Гонка отменена                                  |
| | Не участвовал                                   |
| Поул-позиция |                                                 |
| Быстрый круг |                                                 |

| Год  | Класс | Мотоцикл | 1      | 2      | 3      | 4      | 5      | 6      | 7      | 8      | 9      | 10     | 11     | 12     | 13     | 14     | 15     | 16    | 17    | 18    | Место | Очков |
| ---- | ----- | -------- | ------ | ------ | ------ | ------ | ------ | ------ | ------ | ------ | ------ | ------ | ------ | ------ | ------ | ------ | ------ | ----- | ----- | ----- | ----- | ----- |
| 2020 | Moto3 | KTM      | QAT 25 | SPA 21 | ANC 19 | CZE 20 | AUT 28 | STY 19 | RSM 19 | EMI 23 | CAT 22 | FRA 17 | ARA 22 | TER 24 | EUR 18 | VAL 22 | POR 23 |       |       |       | 28-й  | 0     |
| 2021 | Moto3 | KTM      | QAT 10 | DOH 11 | POR 12 | SPA 7  | FRA 13 | ITA НС | CAT —  | GER —  | NED —  | STY —  | AUT —  | GBR —  | ARA —  | RSM —  | AME —  | EMI — | ALR — | VAL — | 27-й  | 24    |